# Synchlora ocellata
Synchlora ocellata là một loài bướm đêm trong họ Geometridae.